# Анкерсен, Якоб
Якоб Сваррер Анкерсен (дат. Jakob Svarrer Ankersen; родился 22 сентября 1990 года в Эсбьерге, Дания) — датский футболист, полузащитник клуба «Орхус».
У Якоба есть брат-близнец Петер, который также является профессиональным футболистом.

## Клубная карьера
Анкерсен — воспитанник клуба «Эсбьерг» из своего родного города. 26 сентября 2010 года в матче против «Рандерс» он дебютировал в датской Суперлиге. В этом же поединке Якоб забил свой первый за клуб. В 2013 году Анкерсен помог клубу выиграть Кубок Дании.
В начале 2015 года Якоб перешёл в шведский «Гётеборг». 5 апреля в матче против «Отвидаберга» он дебютировал в Аллсвенскан лиге. 24 мая в поединке против «Хальмстада» Анкерсен сделал «дубль», забив свои первые голы за «Гётеборг». В своём дебютном сезоне Анкерсен помог команду завоевать Кубок Швеции и серебряные медали чемпионата.
В начале 2017 года Якоб перешёл в бельгийский «Зюлте-Варегем». 24 февраля в матче против «Брюгге» он дебютировал в Жюпиле лиге.

## Достижения
Командные
 «Эсбьерг»
- Обладатель Кубка Дании: 2012/2013

 «Гётеборг»
- Обладатель Кубка Швеции: 2014/2015